# 10778 Marcks
10778 Marcks (1991 GN10) là một tiểu hành tinh vành đai chính được phát hiện ngày 9 tháng 4 năm 1991 bởi F. Borngen ở Tautenburg. Nó được đặt theo tên German artist Gerhard Marcks.